# 築地木村家
築地木村家（つきじきむらや）は、東京都中央区築地2丁目にあったパン屋。2021年6月17日閉店。

## 歴史
あんパン発祥の店とされる銀座木村家（木村屋總本店本店）で修業した内田永吉がのれん分けにより1910年に築地に開店。
衆議院の議員会館内にも2000年頃まで出店。2014年からは「牛すじ玉ねぎカレーパン」、2018年からは卵焼きの老舗「丸武」と提携した「厚焼き玉子サンド」も商品に加えた。
2010年頃には本店と築地場外市場の店舗で1日4千個のパンの売り上げがあった。しかし、2018年の築地場外市場の移転やその後の新型コロナウイルス感染拡大による外出抑制で売り上げが減少し、木造3階建ての建物の老朽化などもあり、2021年6月17日に閉店した。なお、パン屋は閉店したが経営会社は飲食店などの食品コンサルタント部門の事業を継続している。